# Нечай, Сергей Васильевич
Серге́й Васи́льевич Неча́й (10 декабря 1968, Луганск, Украинская ССР, СССР) — российский футболист, защитник.

## Карьера
Начинал заниматься футболом в Луганске. Закончил местную детско-юношескую футбольную школу. В одной возрастной группе вместе с Виктором Онопко выиграл юношеское первенство Украинской ССР.
Первая профессиональная команда — «Нива» (Винница). В 1990 играл за «Шахтёр» (Павлоград), с 1990 по 1992 — за «Торпедо» (Таганрог).
В 1993 году подписал контракт с волгоградским ФК «Ротор». В первом сезоне за волжан сыграл 33 матча, забил 2 гола и помог команде завоевать серебряные медали чемпионата России. В сезоне 1994 сыграл два матча в Кубке УЕФА, в которых забил один гол.
Летом 1995 года перешёл в ФК «Ростсельмаш», а ростовский клуб за трансфер игрока расплатился не деньгами, а новеньким сельскохозяйственным комбайном.
После завершения карьеры футболиста на длительное время расстался с футболом, работал на таможенном посту «Речной порт Ростов-на-Дону» где прошёл по служебной лестнице через все ступени, начав с младшего инспектора и закончив начальником.
Осенью 2005 года в составе сборной Южного таможенного управления стал чемпионом мира по мини-футболу среди полицейских и в тот же год принял приглашение гендиректора ФК «Ростов» Рохуса Шоха и стал его заместителем. В ростовском клубе проработал пару лет, а затем вынужден был его покинуть вслед за руководителем. Позже работал лицензированным агентом Российского футбольного союза, помогал футболистам трудоустроиться, клубам комплектоваться, вёл селекционную работу по югу России.
В сезоне 2011/12 работал генеральным директором ФК «Ротор», с 2012 года — президент клуба.
В феврале 2018 года на внеочередной конференции единогласно избран новым руководителем федерации футбола Ростова-на-Дону.

## Статистика
| Команда          | Сезон            | Чемпионат        | Чемпионат | Чемпионат | Кубок | Кубок | Еврокубки | Еврокубки | Итого | Итого |
| Команда          | Сезон            | Уров.            | Игры      | Голы      | Игры  | Голы  | Игры      | Голы      | Игры  | Голы  |
| ---------------- | ---------------- | ---------------- | --------- | --------- | ----- | ----- | --------- | --------- | ----- | ----- |
| Ротор            | 1993             | I                | 33        | 2         | 2     | 0     | —         | —         | 35    | 2     |
| Ротор            | 1994             | I                | 29        | 0         | 2     | 0     | 2         | 1         | 33    | 1     |
| Ротор            | 1995             | I                | 12        | 0         | 3     | 0     | 0         | 0         | 15    | 0     |
| Ротор            | Итого            | Итого            | 74        | 2         | 7     | 0     | 2         | 1         | 83    | 3     |
| Ростсельмаш      | 1995             | I                | 11        | 0         | 1     | 0     | —         | —         | 12    | 0     |
| Ростсельмаш      | 1996             | I                | 24        | 1         | 1     | 0     | —         | —         | 25    | 1     |
| Ростсельмаш      | 1997             | I                | 29        | 1         | 2     | 0     | —         | —         | 31    | 1     |
| Ростсельмаш      | 1998             | I                | 1         | 0         | 0     | 0     | —         | —         | 1     | 0     |
| Ростсельмаш      | 1999             | I                | 0         | 0         | 0     | 0     | 1         | 0         | 1     | 0     |
| Ростсельмаш      | Итого            | Итого            | 65        | 2         | 4     | 0     | 1         | 0         | 70    | 2     |
| Всего за карьеру | Всего за карьеру | Всего за карьеру | 139       | 4         | 11    | 0     | 3         | 1         | 153   | 5     |

## Достижения
- Серебряный призёр чемпионата России 1993.
- Финалист Кубка России: 1995.
- Полуфиналист Кубка Интертото: 1999.
- Победитель второй низшей лиги чемпионата СССР: 1990.
- Чемпион мира по мини-футболу среди полицейских: 2005.

## Образование
Закончил Луганский педуниверситет. Второе высшее образование получил на отделение «таможенное дело» Ростовского государственного экономического университета.

## Семья
Женат. Имеет двоих сыновей.